# Thabala
Thabala is een dorp in het district Central in Botswana. De plaats telt 2429 inwoners (2011).